# Canillita

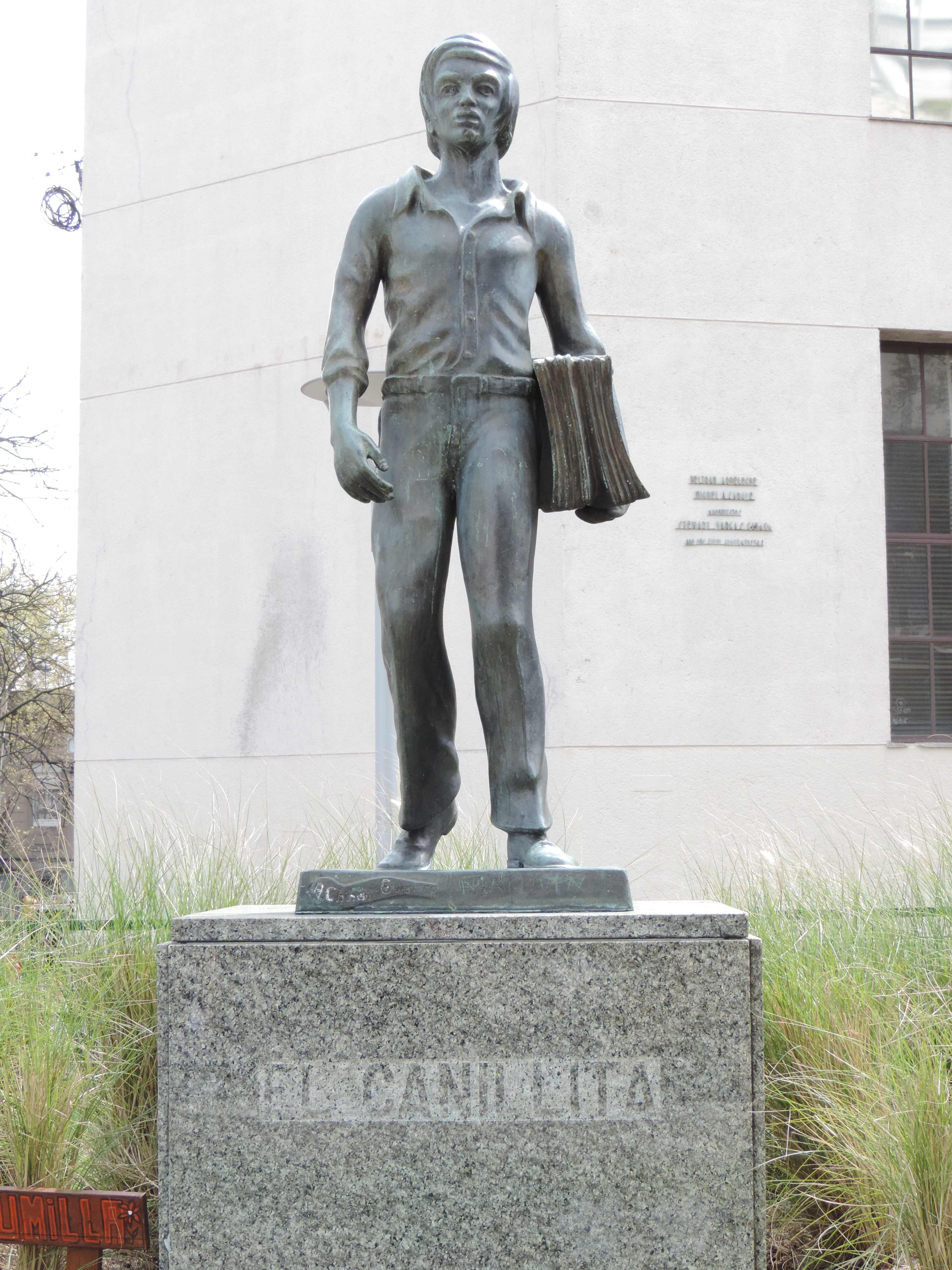
Estatua del Canillita en Montevideo.

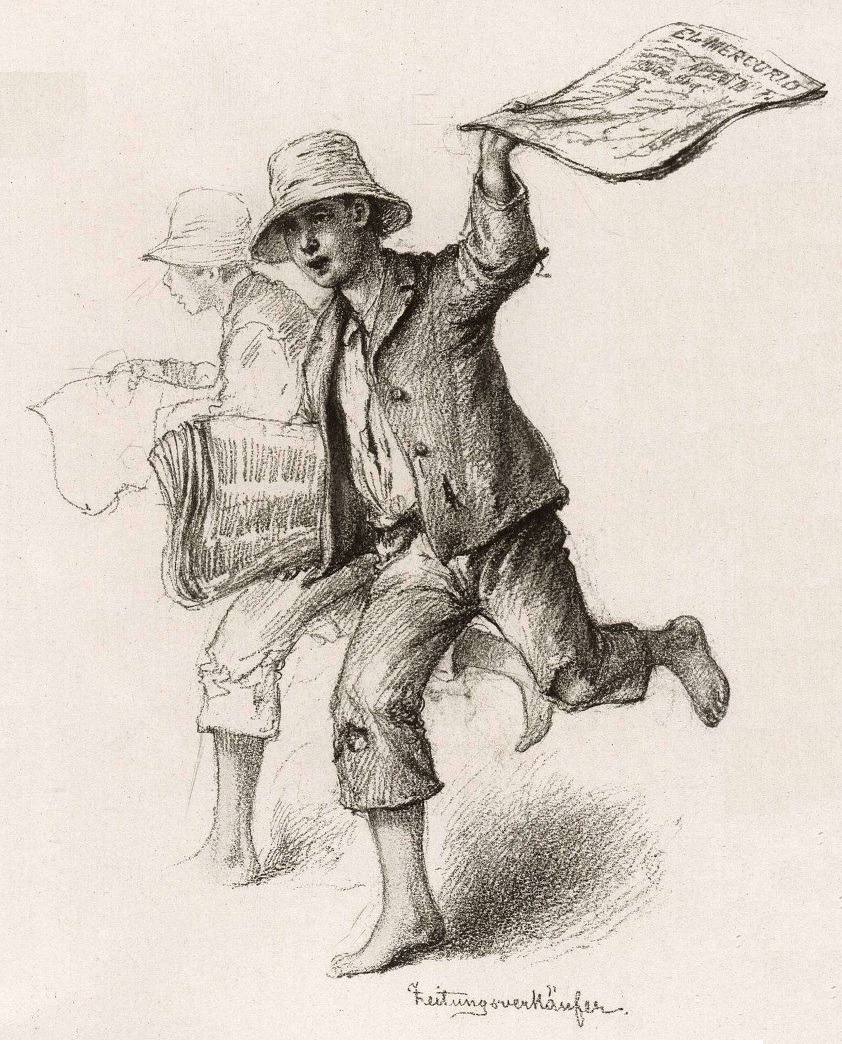
Canillita en Valparaíso a fines del

Un canillita es un vendedor callejero de periódicos y revistas, aunque también se puede atribuir la palabra a los puestos callejeros fijos.
Se considera que esta denominación surge debido a la repercusión del sainete "Canillita" de Florencio Sánchez. La obra recrea la situación de un niño de unos 15 años aproximadamente, que trabaja vendiendo periódicos en la calle para mantener a sus padres, y que es tal su pobreza que tiene unos pantalones relativamente nuevos" que le han quedado cortos al crecer el personaje en su adolescencia mostrando así las "canillas".

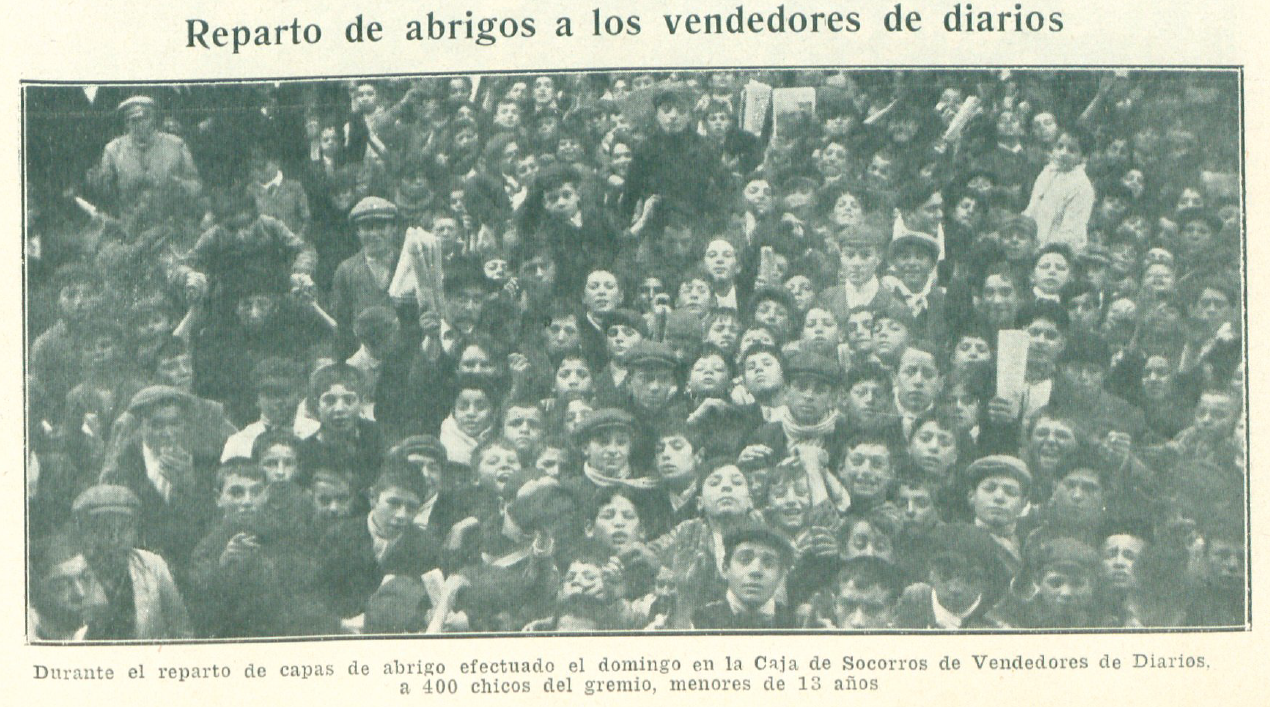
Vendedores de diarios de Buenos Aires en 1913, menores de 13 años.

La palabra "canillita" es entonces un lunfardismo que ha pasado a ser parte del idioma habitual de Argentina, Paraguay, Chile y Uruguay, inicialmente denominaba a los menores que vendían periódicos callejeramente, luego a cualquier vendedor callejero de periódicos cualquiera fuera su edad (desde fines de siglo XX los vendedores callejeros de periódicos casi han desaparecido totalmente por diversos motivos) y se ha trasladado el término "canillita" a los vendedores de periódicos y revistas etc, fijos en puestos o "quioscos" de ventas de diarios y revistas. También los empleados del periódico El Comercio de Quito y otros diarios del Ecuador llaman canillita a quienes les ayudan a repartir la edición impresa.
En Argentina el día 7 de noviembre en el cual se conmemora la muerte de Florencio Sánchez ha pasado a ser oficialmente desde 1947 el día del canillita; en ese día no se editaban diarios, siendo un día de descanso para los trabajadores de la actividad. Desde 1997 el Grupo Clarín comenzó a sacar a la venta el diario homónimo, a lo que luego se sumaron otros editores. Algunos canillitas trabajaban en esta fecha, y también el diario era distribuido por los editores por otros canales. En 2007, mediante una ley promovida por el diputado Héctor Recalde, se recupera este día de descanso. En el 2009, a través de un decreto firmado por la presidenta Cristina Fernández, los canillitas fueron reconocidos como trabajadores (no como vendedores) y se les otorgó la exclusividad de su actividad a las paradas habilitadas. Este decreto deroga uno del 2000, firmado por el entonces presidente Fernando de la Rúa y el ministro de Economía Domingo Cavallo.
En Uruguay es el 26 de mayo, en memoria de Adrián Troitiño Alcobre (fundador del sindicato de los canillitas), no se editan diarios (incluyendo las on-line).
El Canillita sigue presente en la cultura popular de Montevideo. Una estatua lo recuerda en la esquina de las calles Colonia y Eduardo Acevedo, oficialmente, la explanada del Banco de Previsión Social se llama "Plaza del Canillita". El escritor y político Emilio Frugoni le dedicó un sentido poema, en uno de sus versos lo describe cariñosamente como "pajarito de un ala". Una canción de Jaime Roos interpretada por el Canario Luna lo inmortaliza como ninguna otra expresión artística: "El grito del Canilla", cuya letra lo define acertadamente como "aquél que trabaja y canta, viviendo a puro pulmón".